# Ayumi Kurihara
Ayumi Kurihara, conosciuta anche col nome d'arte di A☆YU☆MI (栗原 あゆみ?, Kurihara Ayumi; Tokyo, 13 luglio 1984), è una wrestler giapponese.

## Biografia
Ayumi è cresciuta nel mondo del pro wrestling, tant'è vero che il ristorante barbecue, "The Three Treasures of Buddha", dei suoi genitori non solo era un luogo dove i wrestler spesso mangiavano ma era anche uno sponsor di eventi di wrestling. Ayumi giocava a basket al liceo a Tokyo e, dopo il diploma, ha iniziato a lavorare nel ristorante di famiglia.

### Giappone (dal 2005)
Ayumi ha iniziato ad allenarsi con la promotion di wrestling femminile AtoZ e si è poi trasferita alla M's Style, dove ha imparato il mestiere da wrestler giapponesi molto conosciute come Gami, Mariko Yoshida, AKINO e Michiko Ohmukai. Ayumi ha debuttato nel 2005 all'età di 20 anni. È vista come una delle future stelle del Joshi Puroresu in Giappone poiché ha sete e desiderio di imparare secondo a nessuna nelle classi più giovani.
In un torneo di un solo giorno Ayumi ha fatto il suo debutto nel pro sconfiggendo GAMI a 9:08 quando ha ribaltato un tentativo di schienamento in un roll-up. Ha poi perso il suo successivo match nel torneo a 6:54 quando Toshie Uematsu l'ha sconfitta con un Flying Body Press. L'M's Style ha chiuso nell'autunno del 2006 ed il suo ultimo match è stato un six-person tag match che ha visto Tojuki LEON, Bullfight Sora e Ayumi andare contro AKINO, Ohmukai e Yoshida e la generazione più giovane ha vinto il match.
Da allora Ayumi ha lottato come freelancer nella NEO, JWP, Jd', Ibuki e Pro Wrestling SUN. Verso la fine del suo periodo in M's Style Ayumi ha incorporato una mossa finale più forte al suo repertorio. La Ohmukai è stata vista insegnarle come eseguire un Uranage che ha poi usato per vincere un Tag Team Match con la Ohmukai contro Ayako Hamada e Cherry. Nel dicembre 2006 Ayumi ha lottato Shuu Shibutani in uno special show dedicato alla prossima generazione di wrestlers. Il match fu votato il migliore della serata ed entrambe hanno ricevuto trofei.
Ayumi spesso utilizza numerosi Dropkicks durante i suoi match, incluso il missile dropkicks dal paletto. Non ha paura di colpire duro o prendere duri colpi, portando addirittura il wrestler statunitense Steve Corino, che lavora per la Pro Wrestling SUN e che l'ha fronteggiata in un mixed tag team match, a definirla una "lil' Kawada girl" (Toshiaki Kawada è ben conosciuto nel puroresu per i suoi colpi duri). Questo ha portato Ayumi a prendersi delle batoste da veterane come Nanae Takahashi e Dynamite Kansai in match a causa del suo stile troppo hard-hitting. Il 16 luglio 2007 allo show della Pro Wrestling NEO "Summer Stampede '07" in Korakuen Hall, mentre faceva coppia con Shu Shibutani contro Aoi Kizuki e Nagisa Nozaki, Ayumi si è rotta la clavicola ricevendo un duro flying clothesline di Kizuki. Ayumi ha finito il suo match mettendo a segno altri tre missile dropkicks prima di ottenere la vittoria. Quest'infortunio l'ha tenuta fuori per tutto il resto del 2007.

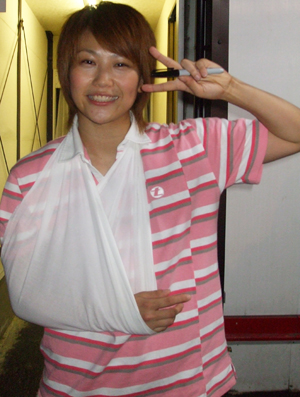
Ayumi Kurihara nel 2007 si è rotta la clavicola.

È tornata in azione il 9 dicembre 2007 lottando in un Main Event Tag Match nello show di ritiro di Michiko Ohmukai ma ha riaggravato il suo infortunio e ha dovuto subire un intervento chirurgico. Il 20 dicembre 2007 Ayumi si è sottoposta all'intervento nel quale il dottore ha rimosso del midollo osseo dal suo fianco per poterlo usare nella ricostruzione della clavicola insieme con una placca di titanio e diversi bulloni.
Mentre era fuori dall'azione per questi mesi ha continuato ad occuparsi del suo ristorante di famiglia, ha fato alcune foto da modella, ha incontrato e salutato i fan e ha supportato il pro wrestling femminile in Giappone, spesso con la sua mentore ed allenatrice AKINO. Intorno a metà marzo 2008 Ayumi ha iniziato leggeri allenamenti con Mariko Yoshida nel U-FILE Dojo. L'8 giugno 2008 ha annunciato sul suo blog che era completamente rinsavita dall'infortunio e aveva ripreso ad allenarsi al 100%. Il suo ritorno in azione era stato stabilito per il 14 dicembre 2008 al Tokyo Shinjuku FACE per lo show prodotto personalmente per lei intitolato "STARTING☆OVER". Al suo evento ha lottato due volte, prima nel match iniziale dove ha ottenuto una vittoria contro la sua buon amica Shu Shibutani e poi nel Main Event 2/3 Falls Tag Team Match dove ha fatto coppia con Natsuki☆Taiyo contro le veterane AKINO e Nanaeh Takahashi.Ayumi ha fatto coppia on Yoshiko Tamura sfidando Nanae Takahash e KANA per i NEO Tag Team Championship il 31 dicembre 2009 al Korakuen Hall. La Kurihara e Tamura sono diventate le 12esime NEO Tag Team Champions dopo ch Ayumi ha schieno KANA a 21:32. Questo era il primo titolo nella carriera di Ayumi. Esattamente un anno dopo, il 31 dicembre 2010, Ayumi ha sconfitto Yoshiko Tamura nel match di ritiro della seconda vincendo l'NWA Women's Pacific Championship e il NEO Singles Championship.

### Messico (2009-2010)
Nell'agosto 2009 Ayumi ha viaggiato fino a Città del Messico, Messico per partecipare allo show DRAGOMANIA IV di Ultimo Dragon. Ha anche partecipato in eventi indipendenti più piccoli mentre era in Messico. Qui Ayumi ha debuttato un nuovo costume con una maschera, facendosi chiamare A☆YU☆MI.
Ayumi è tornata in Messico nel tardo maggio/inizio giugno per il suo secondo Tour Messicano. Il 29 maggio, al LUCHA FAN FEST nel Circo Valador de MEXICO City A☆YU☆MI ha vinto il Women X-LAW Extreme Championship, una cintura della Xtreme Latin American Wrestling. Il match era un "8 Way Dance" che ha viso La Chola vs Dama X vs Afrodita vs Lady Monster vs Luna Magica vs A☆YU☆MI vs Cassandra vs Xena. Quello stesso giorno Ayumi Kurihara è ritornata all'Arena Mexico e a DRAGON MANIA V per un tag team match on Marcela contro Mima Shimoda e La Comandanta, nel quale lei e Marcela hanno vinto. Il 30 maggio A☆YU☆MI ha partecipato in un 8-Women Tag Match all'Arena Lopez Mateos per la promotion AULL (Alianza Universal de Lucha Libre). Dopo poco la sua rivale in Giappone, Tomoka Nakagawa, ha fatto tappa in Messico per sfidare A☆YU☆MI con in palio la cintura appena vinta. Dopo che Tomoka l'ha battuta in un non-title match il 3 giugno per la IWRG nell'Arena Naucalpan, A☆YU☆MI ha mantenuto con successo il titolo contro Nakagawa il 5 giugno all'Arena Lopez Mateos per la promotion AULL.

### Stati Uniti (dal 2010)
Il 10 febbraio 2010 è stato annunciato che Ayumi e altre wrestlers joshi sarebbero apparse per la SHIMMER Women Athletes a Chicago (Illinois) ai loro show di marzo. Ayumi è poi anche apparsa per la Jersey All Pro Wrestling lo stesso mese. Questo è stato il primo viaggio di Ayumi negli Stati Uniti. Il 10 e l'11 aprile 2010 Ayumi ha preso parte ai tapings della SHIMMER Women Athletes del Volume 29 fino al 32. Nel Volume 29 ha sconfitto un'altra Joshi Wrestler, Tomoka Nakagawa, dopo averla colpita con il suo Exploder Suplex. Nel Volume 30 ha battuto Nikki Roxx con uno Small Package e nel 31 ha sconfitto Sara Del Rey, la prima SHIMMER Champion. Ayumi ha però subito la sua prima sconfitta, seppur per Count Out, contro Daizee Haze nel Volume 32. L'11 e il 12 settembre 2010 Ayumi ha fatto ritorno in SHIMMER prendendo parte ai Tapings del Volume 33-36. Nel Volume 33 ha sconfitto Daizee Haze in un rematch del Volume 32 grazie al suo patentato Uranage ma nel Volume successivo, il 34, ha subito la sua prima sconfitta pulita contro la campionessa Madison Eagles che mette così a termine la sua winning streak. Nel Volume 35 ha sconfitto Cheerleader Melissa via Backslide Pin e nel Volume 36 ha preso parte allo SHIM-Vivor Match che ha visto lei fare coppia con Ayako Hamada, Cheerleader Melissa e Serena Deeb sconfiggendo Daizee Haze, Tomoka Nakagawa, Madison Eagles e Sara Del Rey. Lei è stata eliminata per quarta, la seconda del suo team, dopo un Royal Butterfly di Sara Del Rey.

## In wrestling
- Finishing moves
  - Exploder suplex
  - Flying double knee driver
  - Uranage
- Signature moves
  - Abdominal stretch
  - Double knee facebreaker
  - Varianti del Dropkick
    - Missile
    - Ad un avversario all'angolo
    - Al volto

  - Flying double knee attack al paletto
  - Spinning facebuster
  - Suicide cross body
  - Turnbuckle armbar

## Entrance Music
"希望峰" ("Kibouhou") by Strawberry JAM

## Campionati e risultati
- NEO Japan Ladies Pro Wrestling
  - NEO Singles Championship (1 volta)
  - NEO Tag Team Championship (1 volta) – with Yoshiko Tamura
  - NWA Women's Pacific Championship (1 volta)
  - Best Bout of the Night (Dicembre 31, 2006) – vs. Shu Shibutani
- Shimmer Women Athletes
  - Shimmer Tag Team Championship (1 volta) – con Ayako Hamada
- Xtreme Latin American Wrestling
  - X–LAW Women Extreme Championship (1 volta)